# Nyoma fuscosignata
Nyoma fuscosignata là một loài bọ cánh cứng trong họ Cerambycidae.